# Pieter Codde
Pieter Codde (también conocido como Pieter Jacobsz Codde) fue un pintor de género y escenas de guardia, retratista y posiblemente poeta neerlandés del barroco, que nació y murió en Ámsterdam (11 de diciembre de 1599-12 de octubre de 1678).

## Biografía

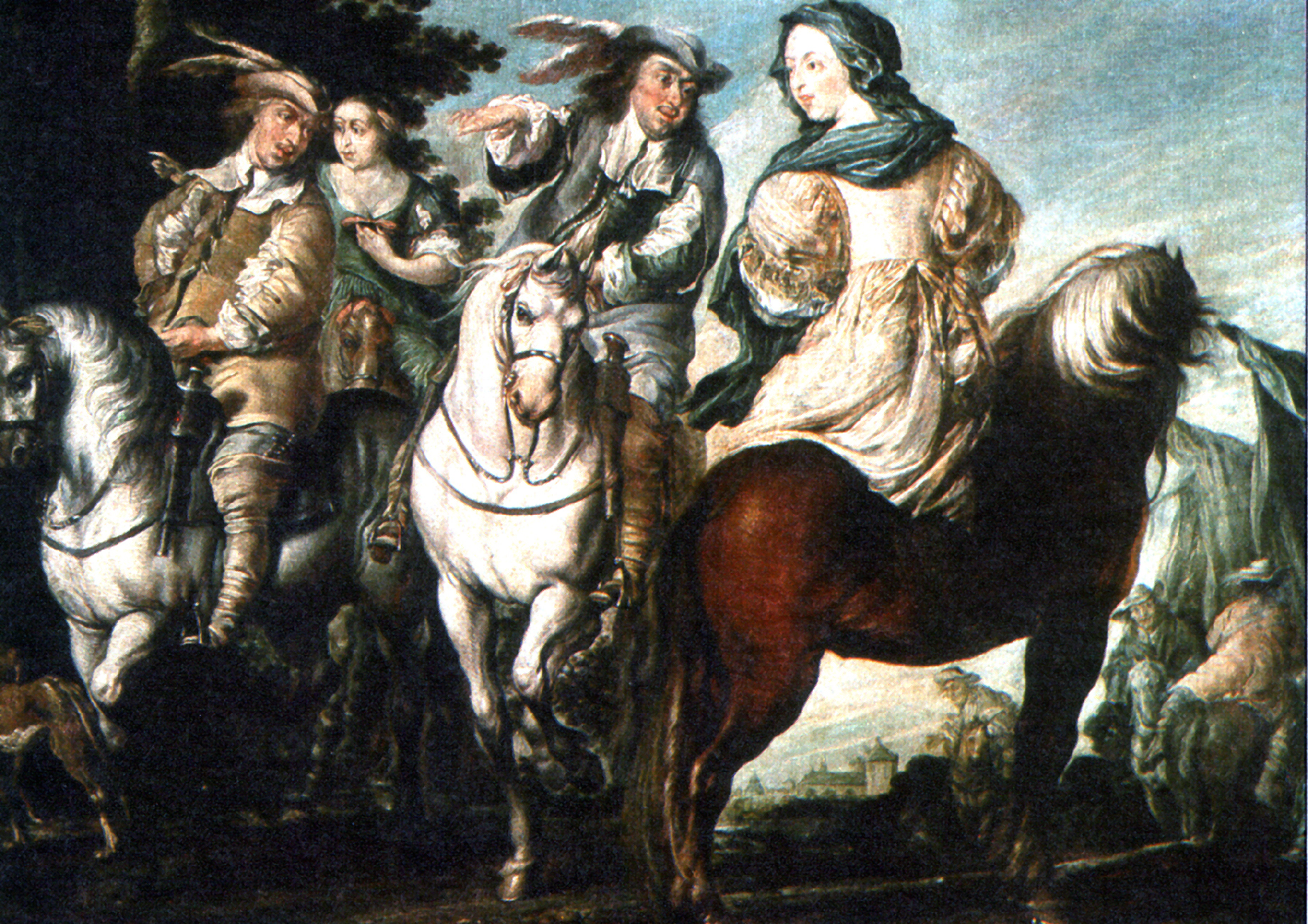
La sociedad de caza Colección de Schönborn-Buchheim de la Galería Residenz, Salzburgo.

En parte se presume que estudió con Frans Hals por su estilo, sin embargo, es más probable, que se iniciara con el retratista, tabernero, y comerciante de arte Barent van Someren (1572-1632) o, posiblemente, con Cornelis van der Voort (1576-1624).
En 1623 se casó con la joven de 18 años Marritje Arents. En el verano de 1625, en una fiesta, organizada por van Someren en su hacienda, Codde se metió en una pelea con su amigo, el artista Cornelis Duyster, y ambos terminaron ensangrentados debido a que se golperon con las jarras con las que bebían.
Ya en 1631, Codde vivió en Sint Antoniesbreestraat, Ámsterdam, que por entonces era una calle de moda con muchos pintores. En 1636 la pareja se divorcia después de que el pintor fuese acusado de violar a la sirvienta, pero como nada pudo ser probado solo pasó una noche encerrado. Su esposa se fue a vivir con Pieter Potter, su vecino y el padre del pintor Paulus Potter.
Cuando Pieter Codde murió en 1678, su criada, Barendje Willems, heredó la mayor parte de su propiedad.

## Obra
Su primera obra data del año 1626, Retrato de una joven, que ahora se encuentra en el Museo Ashmolean de Oxford.
La mayoría de sus obras más conocidas se centran en Ámsterdam y son de escala pequeña. Muchos de ellos tienen referencias al tema de la música, como su primera pintura de género conocida, El Tiempo de Danza (Museo del Louvre, París), de 1627, La Sociedad Musical de 1639, El tocador de laúd (Museo de Arte de Filadelfia) y El concierto (Galería Uffizi, Florencia). Otra imagen que cuelga en la Galería de los Uffizi es también una pintura de género, La conversación. Codde también pintó imágenes religiosas e históricas, como su Adoración de los pastores de 1645, en el Rijksmuseum de Ámsterdam.

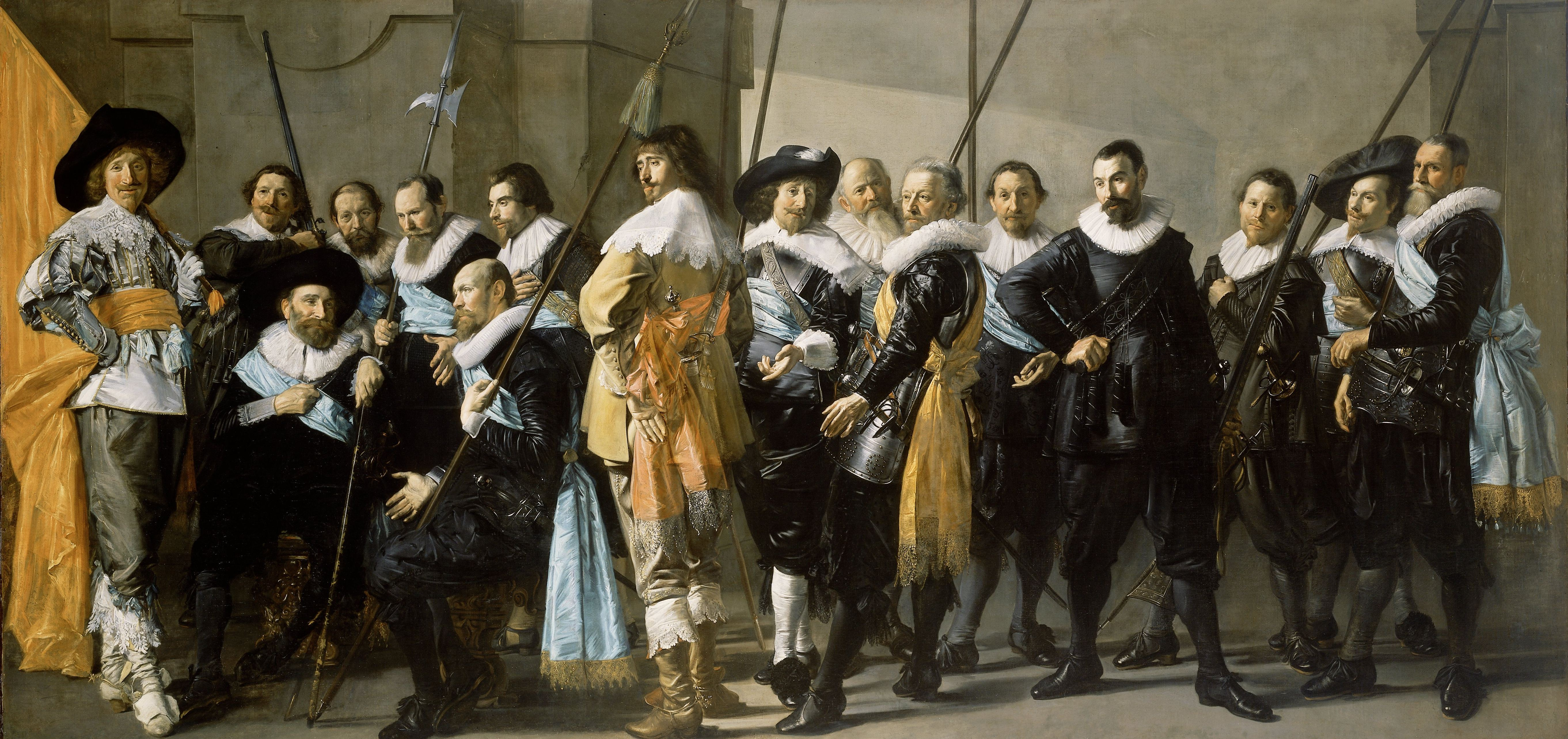
La compañía Meagre Rijkmuseum, Ámsterdam.

La obra que lo encumbró la realizó en una escala mucho mayor. En 1637 fue llamado a terminar el retrato de La compañía de la Guardia Ciudadana de Ballesteros de Ámsterdam, que estaba bajo el mando del capitán Reynier Reael y el teniente Cornelis Michielsz. Blaeuw conocida como la Compañía Mediocre (Rijksmuseum, Ámsterdam) que Frans Hals comenzó en 1633 y se negó a terminar porque no podía ir a Ámsterdam para las sesiones, y de esta manera pasó a manos de Codde que logró de forma convincente capturar el espíritu de Hals con el toque de su pincel que los expertos siguen en desacuerdo en determinar donde comienza la labor de uno y termina la del otro. Se cree que Hals solamente completó el esquema de la composición, con algunos rostros y manos, y la figura del extremo izquierdo, el resto fue ejecutado íntegramente por Codde. La pieza que se conoce como, la Compañía Mediocre, por un comentario del crítico Jan van Dijk, quien dijo que todos los guardias estaban tan delgados, por lo que "podría ser llamado con razón la Compañía Mediocre.
Se dice que uno de los alumnos de Codde pudo ser Willem Duyster, que tenía aproximadamente la misma edad, pero, como Duyster era mejor pintor[cita requerida], esto es muy poco probable. Kick Simón era su cuñado. Adriaen Brouwer, Gerard Terborch, Pieter Quast y Jacob Duck también pertenecieron al grupo de pintores que desarrolló el estilo de la escena de género. Codde puede haber sido relacionado con un poeta casi con el mismo nombre, Pieter Adriaensz. Codde.